# Sangiban
Sangiban – król Alanów spod Orleanu, zginął w bitwie na Polach Katalaunijskich. 
W ostatni dzień roku 406 n.e. doszło do przerwania granicy rzymskiej na Renie, w wyniku czego cała Galia została „zalana” przez Swebów (Swewów), Wandalów i Alanów, do których później dołączyli Burgundowie. W 409 r., gdy Swebowie i Wandalowie postanowili podążyć dalej ku Hiszpanii doszło do rozłamu wśród Alanów. Na południe pomaszerowali Alanowie pod wodzą króla Respendiala, którego następcą był Addaks zabity w czasie wojny z Wizygotami (416-418). Inni Alanowie pod wodzą Goara (zm. 446/450) zostali w Galii, zawarli sojusz z Rzymem i osiadli w okolicach Orleanu. Po Goarze władał nimi Sangiban. 
Przed bitwą na Polach Katalaunijskich Attyla próbował przeciągnąć Sangibana i jego ludzi na swą stronę, w czym przeszkodził mu Aecjusz, który umieścił Sangibana z jego wojskiem w centrum własnego szyku, tym samym uniemożliwiając niedoszłemu zdrajcy Rzymu ewentualną ucieczkę w czasie bitwy.
W trakcie bitwy Sangiban został jako pierwszy zaatakowany przez Attylę, nie dostał wsparcia ze strony Aecjusza, dla którego był niewygodnym sojusznikiem, jego oddziały zostały rozbite, a sam Sangiban zginął.